# Thanatus nipponicus
Thanatus nipponicus är en spindelart som beskrevs av Takeo Yaginuma 1969. Thanatus nipponicus ingår i släktet Thanatus och familjen snabblöparspindlar. Inga underarter finns listade i Catalogue of Life.